# Allan M.A. McLean
Pour les articles homonymes, voir Allan McLean et McLean.
Allan Marcus Atkinson McLean (27 septembre 1891-27 avril 1969) est un homme politique canadien du Nouveau-Brunswick. Il est député fédéral libéral de la circonscription néo-brunswickoise de Charlotte de 1962 à 1968.

## Biographie
Né à Bristol au Nouveau-Brunswick, McLean participe à la prise de contrôle avec son frère Neil de la Connors Bros, entreprise de l'industrie poissonnière fondée par Lewis et Patrick Connors en 1894, à Blacks Harbour en 1923. 

## Politique
McLean est élu 1962 et réélu en 1963 et en 1965. Il ne se représente pas en 1968.
McLean meurt d'une crise cardiaque à Miami en Floride en 1969.